# Prato
|  | Denne artikel omhandler byen Prato. For provinsen af samme navn, se Prato (provins) |
Prato er en by i Toscana i Italien ved foden af Appenninerne ca. 20 km nordvest for Firenze. Den er med sine 195.736(2023)indbyggere den næststørste by i Toscana, kun overgået af Firenze. Byen har siden 1992 været hovedstad i provinsen Prato.
Arkæologiske udgravninger har vist, at der har boet mennesker i det bjergrige område siden ældste stenalder. Prato er blandt andet kendt for sin domkirke fra 900-tallet med inventar og detaljer udarbejdet af bl.a. Michelozzo di Bartolommeo, Donatello og Andrea della Robbia. Fra 1000-tallet var byen en fri bykommune, og i middelalderen var den en betydelig handelsby. i 1200-tallet blev Castello dell'Imperatore bygget tæt ved domkirken. I 1350 erobrede Firenze byen og beholdt den til Italiens samling i 1860. Spanske tropper hærgede byen i 1512 under stridighederne om Medicierne. 
Historisk har byen været et af de vigtigste områder for landets tekstilindustri. Det har siden 1950'erne bevirket, at byen har tiltrukket et betydeligt antal indvandrere, først fra det sydlige Italien, senere også fra andre lande. I 1980'erne kom mange kinesere til byen. Mange af indvandrerne har været illegale. I takt med, at en stor del af tekstilindustrien har flyttet produktionen til udlandet, har byen oplevet sociale problemer. 

## Kendte indbyggere
- Francesco di Marco Datini, storkøbmand.
- Nicolo Albertini, kardinal.
- Filippino Lippi, maler.
- Paolo Rossi, tidligere fodboldspiller.
- Christian Vieri, fodboldspiller.
- Alessandro Diamanti, fodboldspiller.
- Curzio Malaparte, forfatter